# Lycaste
Lycaste – rodzaj roślin z rodziny storczykowatych (Orchidaceae). Obejmuje 36 gatunków oraz 13 hybryd  występujących w Ameryce Południowej i Środkowej w takich krajach jak: Belize, Boliwia, Brazylia, Kolumbia, Kostaryka, Ekwador, Salwador, Gujana Francuska, Gwatemala, Gujana, Honduras, Meksyk, Nikaragua, Panama, Peru, Surinam, Wenezuela.

## Systematyka
Rodzaj sklasyfikowany do podplemienia Maxillariinae w plemieniu Cymbidieae, podrodzina epidendronowe (Epidendroideae), rodzina storczykowate (Orchidaceae), rząd szparagowce (Asparagales) w obrębie roślin jednoliściennych.
Wykaz gatunków
- Lycaste angelae Oakeley
- Lycaste annakamilae Archila, Szlach. & Chiron
- Lycaste aromatica (Graham) Lindl.
- Lycaste bermudezii (Archila) J.M.H.Shaw
- Lycaste bradeorum Schltr.
- Lycaste brevispatha (Klotzsch) Lindl. & Paxton
- Lycaste bruncana Bogarín
- Lycaste campbellii C.Schweinf.
- Lycaste chaconii (Archila) J.M.H.Shaw
- Lycaste cochleata Lindl.
- Lycaste consobrina Rchb.f.
- Lycaste crinita Lindl.
- Lycaste cruenta (Lindl.) Lindl.
- Lycaste deppei (G.Lodd. ex Lindl.) Lindl.
- Lycaste dowiana Endrés ex Rchb.f.
- Lycaste fuscina Oakeley
- Lycaste guatemalensis Archila
- Lycaste lasioglossa Rchb.f.
- Lycaste leucantha (Klotzsch) Lindl.
- Lycaste luminosa Oakeley
- Lycaste macrobulbon (Hook.) Lindl.
- Lycaste macrophylla (Poepp. & Endl.) Lindl.
- Lycaste measuresiana (B.S.Williams) Oakeley
- Lycaste occulta Oakeley
- Lycaste panamanensis (Fowlie) Archila
- Lycaste powellii Schltr.
- Lycaste puntarenasensis (Fowlie) Archila
- Lycaste schilleriana Rchb.f.
- Lycaste sebastianii Archila
- Lycaste suaveolens Summerh.
- Lycaste tricolor Rchb.f.
- Lycaste virginalis (Scheidw.) Linden
- Lycaste viridescens (Oakeley) Oakeley
- Lycaste xanthocheila (Fowlie) Archila
- Lycaste xytriophora Linden & Rchb.f.
- Lycaste zacapana Archila

Wykaz hybryd
- Lycaste × archilae (Chiron) J.M.H.Shaw
- Lycaste × cobani Oakeley
- Lycaste × daniloi Oakeley
- Lycaste × donadrianii Tinschert ex Oakeley
- Lycaste × groganii E.Cooper
- Lycaste × imschootiana L.Linden & Cogn.
- Lycaste × lucianiana Van Imschoot & Cogn.
- Lycaste × michelii Oakeley
- Lycaste × niesseniae Oakeley
- Lycaste × panchita Tinschert ex Oakeley
- Lycaste × sandrae Oakeley
- Lycaste × smeeana Rchb.f.
- Lycaste × victoriarum (Archila & Chiron) J.M.H.Shaw